# Sclerorhachis
Sclerorhachis är ett släkte av korgblommiga växter. Sclerorhachis ingår i familjen korgblommiga växter.
Kladogram enligt Catalogue of Life:
| Sclerorhachis | \| \| Sclerorhachis caulescens \| \| \| \| \| \| Sclerorhachis platyrachis \| \| \| \| \| \| Sclerorhachis polysphaera \| \| \| \| |
|               | \| \| Sclerorhachis caulescens \| \| \| \| \| \| Sclerorhachis platyrachis \| \| \| \| \| \| Sclerorhachis polysphaera \| \| \| \| |
|               | Sclerorhachis caulescens |
|               | |
|               | Sclerorhachis platyrachis |
|               | |
|               | Sclerorhachis polysphaera |
|               | |